# 下島久美子
下島 久美子 (しもじま くみこ)は、日本の医師(美容皮膚科・内科)。2000年に金沢医科大学卒業、翌年の2001年に杏林大学第一内科入局。内科医として大学病院・一般病院にて臨床経験を積んだ後、都内の美容クリニックに入職。美容皮膚科医としての臨床経験を積んだ後、2014年に日比谷に自身のクリニックであるKUMIKO CLINICを開院した。

## 経歴
- 2000年：金沢医科大学 卒業
- 2001年：杏林大学第一内科 入局
- 2008年：都内の美容クリニックに入職
- 2014年：KUMIKO CLINIC 開院[1]

## 監修
- 素肌美人をつくる トータルスキンケアBOOK(幻冬舎)：書籍監修[2]
- すらっと美脚Fit+ M-Lサイズ いつでもHigh socks 着圧ソックス：物販監修
- 部分痩せができるクールスカルプティングの効果と必要な施術回数・頻度(Inc,Salsonido)：記事監修[3]

## 所属学会・団体
- 日本美容皮膚科学会
- 日本抗加齢医学会
- 日本内科学会
- 日本甲状腺学会
- 日本内科学会認定医
- 日本甲状腺学会専門医